# Польска рома
Польска рома (Polska Roma, пол. Polscy Romowie) — крупнейшая и одна из самых ранних по времени формирования этнолингвистических подгрупп цыган, проживающих в Польше. Некоторые польские цыгане также живут в Северной Америке, Швейцарии, Швеции, Великобритании и странах Европейского Союза. «Польска рома» является одновременно самоназванием группы и термином, используемым в академической литературе. Таким образом, он отличается от терминов «польские рома» или «цыгане в Польше», которые лучше подходят для обозначения всего цыганского населения Польши. Польский этнограф Ежи Фицовский в 1950-х — 1960-х годах, использовал для обозначения этой этнической группы термин польские низинные цыгане (пол. Polscy Cyganie Nizinni), но эта терминология не получила широкого распространения.

## Культура
Польска рома были кочевниками ранее XX века. Они не ассимилировались в окружающем польском обществе или нецыганских культурах других стран своего проживания. Являются одной из самых традиционных цыганских групп. Исключение — наиболее распространённые фамилии польска рома, являющиеся типично польскими (например, Квятковский или Маевский) или реже полонизированно-немецкими (например, Вайс — Wajs или Шварц — Szwarc). Польска рома обычно очень строго интерпретируют цыганские культурные законы и обычаи. Однако внутри сообщества возникли некоторые культурные различия во время и после Второй мировой войны, потому что те польска рома, которые провели войну на территориях, контролируемых Советским Союзом, могли придерживаться ортодоксальных обычаев, в то время как находившиеся под немецкой оккупацией, которым угрожал геноцид, могли идти на компромисс со строгостью своих традиций, чтобы выжить.
Польска рома тесно связаны с халадытка рома — белорусско-литовские цыгане, самоназвание также «польска рома», которые эмигрировали в Речь Посполитую вместе с польска рома. Поскольку халадытка рома поселились в районах современной Беларуси, на них больше повлияла русинская, чем польская культура, лингвистически и этнографически они ближе к руска рома, чем к собственно исконно польска рома, проживающим в Польше.

## История

### Истоки
Польска рома как отдельная этнолингвистическая группа, сформировавшаяся в XVI веке в западной Польше из беженцев-цыган, мигрировавших в Речь Посполитую в результате антицыганских преследований в Священной Римской империи. Миграция была результатом волны погромов, преследований и антицыганских законов на немецких территориях, и это оказало глубокое влияние на культуру и язык польских ромов. По сравнению с другими группами рома, такими как бергитка рома (польские карпатские цыгане или польские горские цыгане в терминологии Фицовского), которые мигрировали в Польшу в начале XV века, общины польска рома более закрыты и подозрительны к нецыганам (гаджо), менее «ассимилированы» и более привязаны к традиционной цыганской культуре. Их диалект включает в себя большое число немецких слов и идиом.

### Речь Посполитая
Между XVI и XVIII веками Речь Посполитая, как и другие европейские государства, приняла антицыганские законы. Однако, в отличие от большинства европейских стран, эти законы редко применялись в полной мере, поскольку цыгане нашли могущественных защитников среди шляхты (польской знати), и к ним относились с мягким пренебрежением. Польская знать, магнаты и землевладельцы высоко ценили традиционные ремесла рома, такие как металлургия, сельское хозяйство и изготовление колес, а также музыкальные навыки, (которые стали обычным элементом важных событий), и польска рома обычно освобождались от феодальных ограничений, привязывавших польских крестьян к земле. Они могли продолжать кочевой образ жизни большую часть года, если прибывали в «родной город» в заранее установленные рыночные дни. В этом отношении польские рома занимали социальные слои выше, чем у польских крестьян и других цыган, таких как карпатские рома, чья мобильность была ограничена.
Во многих крупных магнатских латифундиях общинам польска рома также было дано право иметь «короля», избранного для представления их интересов в судебных спорах со сторонними лицами. Однако со временем эта должность стала источником коррупции.
Дополнительные антицыганские законы были приняты в Польше и Литве, когда Август Сильный, курфюрст Саксонии, был избран королём Польши в 1697 году. В Саксонии, как и в большинстве немецких государств того времени, действовало наиболее жестокое антицыганское законодательство, по которому цыганских мужчин следовало убивать на месте, часто с выплатой вознаграждения за их уши, а цыганских женщин и детей увечили, клеймили и изгоняли. На коронации Августа некоторые из этих законов были присвоены Речи Посполитой. Однако проводилось различие между законами, применимыми в родном государстве Августа, Саксонии, и в самой Речи Посполитой, где самые суровые меры сводились к денежным штрафам или мягкому пренебрежению со стороны местных властей.
Незадолго до раздела Польши польска рома, как и другие классы, не принадлежащие к шляхте, получили полное гражданство по Конституции 3 мая 1791 года. Однако эти привилегии были потеряны с разделами Польши, и польска рома были возвращены в рабское состояние державами, участвовавшими в разделе (Австрия, Пруссия, Россия).

### После разделов Польши
После разделов Польши преследования польска рома стали более суровыми, особенно в российской части Польши. В результате численность группы в российском Царстве Польском сократилась до 1000 человек. Другая причина общего упадка заключалась в том, что в прусской части Польши часть группы под влиянием немецкой культуры развила идентичность, отличную от идентичности других польских рома, и впоследствии стала саситка рома. В XIX веке произошёл приток других цыган на территории бывшей Речи Посполитой, в особенности из групп кэлдэраров и ловарей. Эти группы экономически конкурировали с польска рома в их традиционных ремёслах и во многих местах вытесняли их с мест занятости.

### Межвоенная Польша
После того, как Польша восстановила свою независимость, польские власти, как правило, признавали кэлдэраров в качестве всех представителей цыганского населения в стране. «Цыганские короли» в этот период выбирались из числа кэлдэраров, и политика в целом отражала интересы этой группы, часто в ущерб польска рома. Как и большинство других цыганских групп в Польше польска рома не признавали авторитет этих представителей и делали всё возможное, чтобы игнорировать или обходить их.

### Геноцид

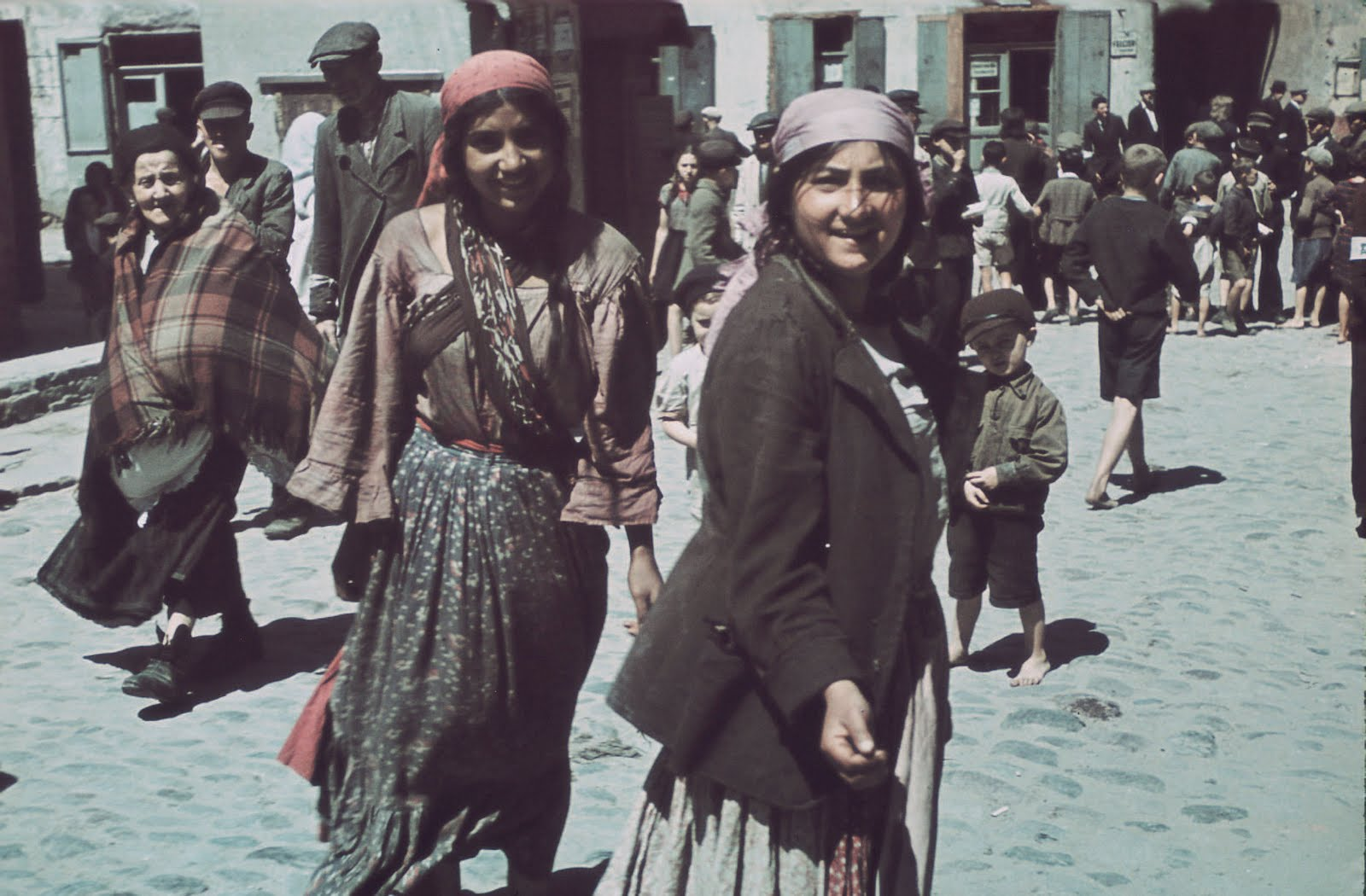
Цыганки в Люблинском гетто, 1940

После немецкого вторжения и оккупации Польши нацисты осуществили запланированный геноцид цыганского населения как часть своей расовой политики. Польска рома, наряду с другими цыганскими группами в Польше, очень сильно пострадали. Как правило, в то время как других рома обычно помещали в гетто, а затем отправляли в нацистские концлагеря, немецкие СС организовывали массовые казни польска рома и бергитка рома в лесах и сокрытых местах (например, Щуровая резня).

### После Второй мировой войны
До Второй мировой войны небольшая часть польска рома стала оседлой, но большинство из них продолжало вести традиционный кочевой образ жизни. В отличие от ловарей и кэлдэраров, которые часто путешествовали по всей Европе, польска рома, как правило, оставались в границах межвоенной Польши или соседних стран.

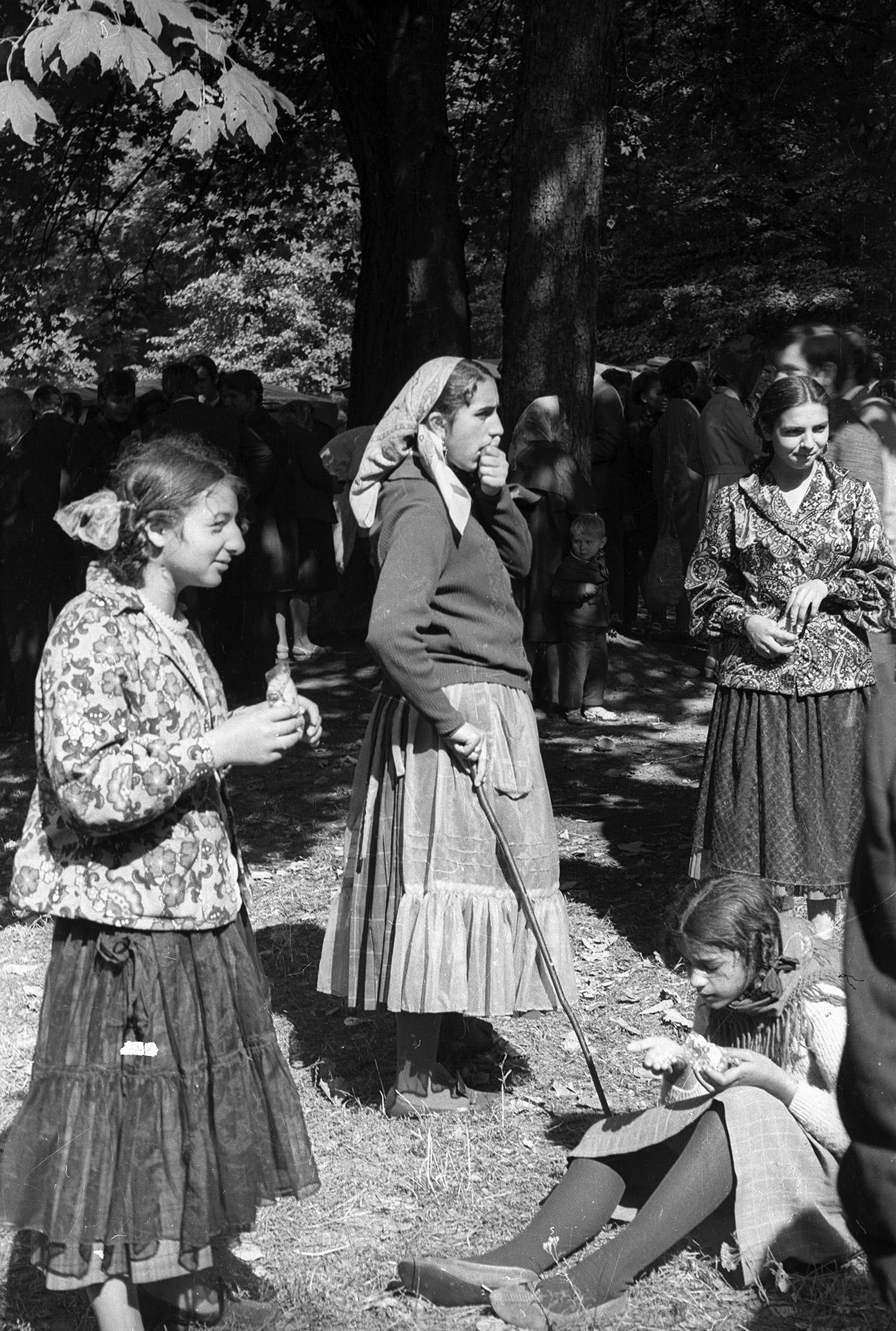
Цыганские девочки возле Конина, 1970

Однако после войны коммунистическое правительство Польши ввело политику, направленную на переход к оседлости цыганского населения, пережившего Холокост. Первоначально это принимало форму финансовых стимулов, включая бесплатное жилье и «поселенческие фонды», но поскольку эта политика не достигла целей, которые ставили коммунистические власти, к концу 1950-х годов началась политика принудительного поселения и прямых запретов «кочевого» образа жизни. Все польска рома должны были зарегистрироваться, «бродяжничество» было объявлено вне закона. Цыганских родителей часто сажали в тюрьму, если их дети не посещали одну и ту же школу в течение года (что было невозможно в условиях кочевого образа жизни). Эта принудительная политика привела к тому, что около 80 % ранее кочевых рома стали оседлыми, а часть остальных ушла в подполье. Другие эмигрировали за границу.
В этот период польская цыганская поэтесса Папуша (Бронислава Вайс) получила всемирную известность, как и её племянник Эдвард Дембицкий.

## Современность

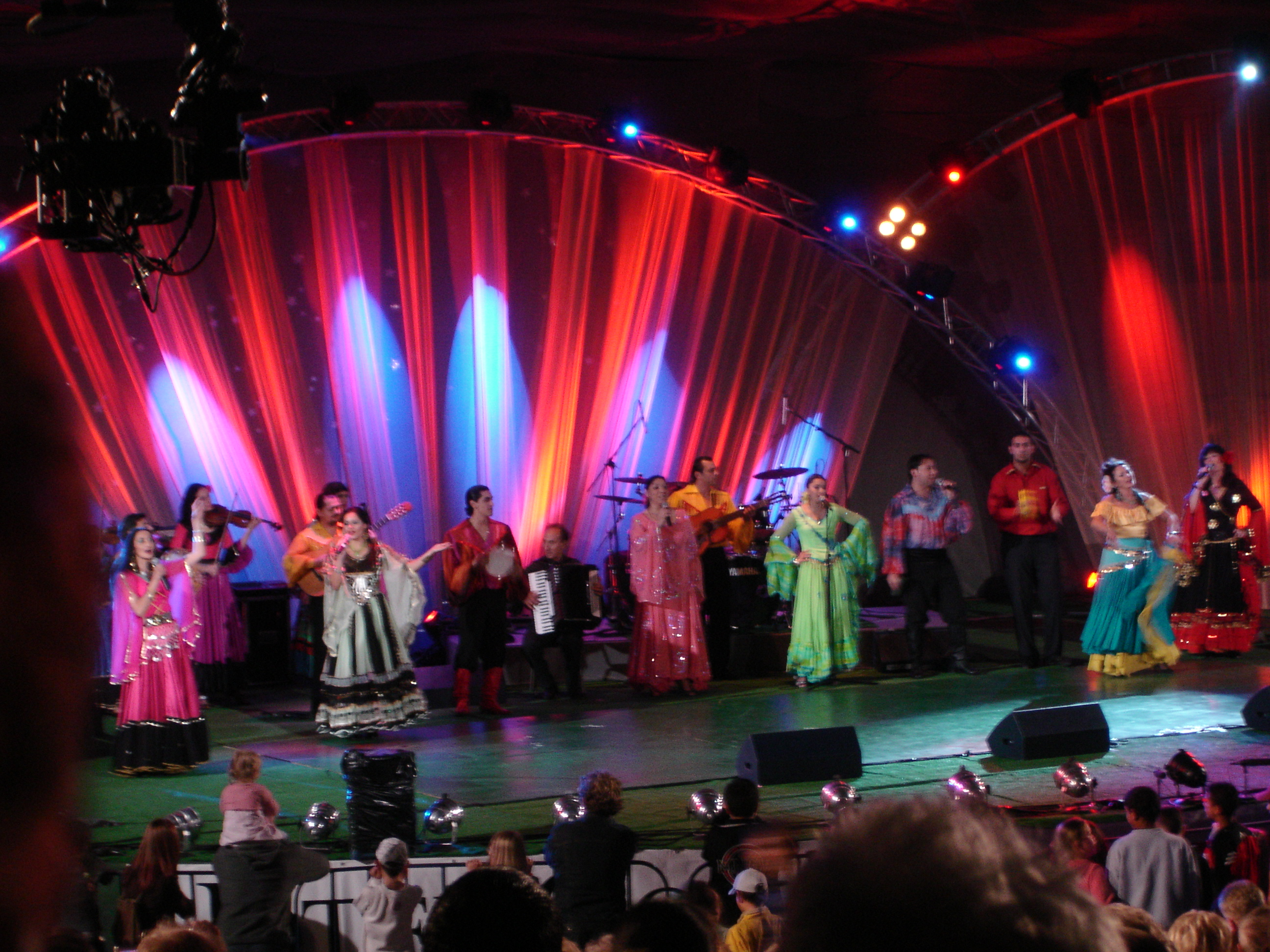
Эдвард Дембицкий с цыганской музыкальной группой Terno в Гожуве-Велькопольском, 2007

В настоящее время польские цыгане живут в основном на юго-востоке Польши, в районе Нового Сонча, в Подхале и Спише.
В июне 1991 года произошли беспорядки во Млаве, серия инцидентов с применением насилия против польска рома, которые вспыхнули после того, как один поляк был убит, а другой поляк получил необратимые травмы, когда подросток-цыган врезался в трёх этнических поляков на пешеходном переходе, а затем скрылся с места аварии. После аварии бунтующая толпа напала на богатые цыганские поселения в польском городе Млава. Начальник полиции Млавы и социологии Варшавского университета заявили, что погром произошёл в первую очередь из-за классовой зависти (некоторые цыгане разбогатели на торговле золотом и автомобилями). В то время мэр города, а также ряд цыган заявили, что инцидент имел расовую подоплёку.
Во время освещения беспорядков упоминалось об изменении этнических стереотипов о цыганах в Польше: цыган больше не воспринимается как бедный, грязный или веселый. Они не занимаются попрошайничеством и не притворяются скромными. Согласно нынешним стереотипам цыган ездит на статусной машине, живёт в богатом особняке, щеголяет своим богатством, хвастается, что местные власти и полиция на его содержании, и поэтому он никого не боится. При этом он по-прежнему считается окружающим населением аферистом, вором, мошенником, уклонистом от военной службы и обладатель легальной, приличной работы. Польским обществом рома были описаны негативные «мета-стереотипы» и собственное восприятие ромами стереотипов, которые члены доминирующих групп придерживаются в отношении своей собственной группы.